# Zygogynum acsmithii
Zygogynum acsmithii är en tvåhjärtbladig växtart som beskrevs av W. Vink. Zygogynum acsmithii ingår i släktet Zygogynum och familjen Winteraceae. Inga underarter finns listade.